# Danh sách cầu thủ tham dự Cúp Liên đoàn các châu lục 2013
Dưới đây là danh sách đội hình của mỗi quốc gia tham dự Cúp Liên đoàn các châu lục 2013 tại Brasil từ ngày 15 tới 30 tháng 6 năm 2013, nằm trong phần mở đầu của Giải bóng đá vô địch thế giới 2014. Mỗi đội được phép đăng ký 23 cầu thủ, ba trong số đó phải là thủ môn. Việc thay đổi cầu thủ chấn thương được phép thực hiện trong 24 giờ trước khi trận đấu của đội diễn ra. Cầu thủ có kí hiệu (c) là đội trưởng của đội tuyển đó.

## Bảng A

### Brasil
Huấn luyện viên: Luiz Felipe Scolari
Scolari công bố danh sách 23 cầu thủ vào ngày 14 tháng 5 năm 2013.
Ngày 7 tháng Sáu, Leandro Damião rút lui do chấn thương bắp đùi và được thay thế bằng Jô.
| Số | VT | Cầu thủ          | Ngày sinh (tuổi)            | Trận | Bàn | Câu lạc bộ             |
| -- | -- | ---------------- | --------------------------- | ---- | --- | ---------------------- |
| 1  | TM | Jefferson        | 2 tháng 1, 1983 (30 tuổi)   | 7    | 0   | Botafogo               |
| 2  | HV | Dani Alves       | 6 tháng 5, 1983 (30 tuổi)   | 64   | 5   | Barcelona              |
| 3  | HV | Thiago Silva (c) | 22 tháng 9, 1984 (28 tuổi)  | 34   | 1   | Paris Saint-Germain    |
| 4  | HV | David Luiz       | 22 tháng 4, 1987 (26 tuổi)  | 23   | 0   | Chelsea                |
| 5  | TV | Fernando         | 3 tháng 3, 1992 (21 tuổi)   | 6    | 0   | Grêmio                 |
| 6  | HV | Marcelo          | 12 tháng 5, 1988 (25 tuổi)  | 20   | 4   | Real Madrid            |
| 7  | TV | Lucas            | 13 tháng 8, 1992 (20 tuổi)  | 25   | 4   | Paris Saint-Germain    |
| 8  | TV | Hernanes         | 29 tháng 5, 1985 (28 tuổi)  | 12   | 2   | Lazio                  |
| 9  | TĐ | Fred             | 3 tháng 10, 1983 (29 tuổi)  | 24   | 11  | Fluminense             |
| 10 | TĐ | Neymar           | 5 tháng 2, 1992 (21 tuổi)   | 34   | 20  | Santos                 |
| 11 | TV | Oscar            | 9 tháng 9, 1991 (21 tuổi)   | 17   | 6   | Chelsea                |
| 12 | TM | Júlio César      | 3 tháng 9, 1979 (33 tuổi)   | 69   | 0   | Queens Park Rangers    |
| 13 | HV | Dante            | 18 tháng 10, 1983 (29 tuổi) | 3    | 0   | Bayern Munich          |
| 14 | HV | Filipe Luís      | 9 tháng 8, 1985 (27 tuổi)   | 4    | 0   | Atlético Madrid        |
| 15 | TV | Jean             | 24 tháng 6, 1986 (26 tuổi)  | 5    | 0   | Fluminense             |
| 16 | HV | Réver            | 4 tháng 1, 1985 (28 tuổi)   | 8    | 1   | Atlético Mineiro       |
| 17 | TV | Luiz Gustavo     | 23 tháng 7, 1987 (25 tuổi)  | 5    | 0   | Bayern Munich          |
| 18 | TV | Paulinho         | 25 tháng 7, 1988 (24 tuổi)  | 13   | 3   | Corinthians            |
| 19 | TĐ | Hulk             | 25 tháng 7, 1986 (26 tuổi)  | 22   | 7   | Zenit Saint Petersburg |
| 20 | TV | Bernard          | 8 tháng 9, 1992 (20 tuổi)   | 3    | 0   | Atlético Mineiro       |
| 21 | TĐ | Jô               | 20 tháng 3, 1987 (26 tuổi)  | 4    | 0   | Atlético Mineiro       |
| 22 | TM | Diego Cavalieri  | 1 tháng 12, 1982 (30 tuổi)  | 2    | 0   | Fluminense             |
| 23 | TV | Jádson           | 5 tháng 10, 1983 (29 tuổi)  | 7    | 1   | São Paulo              |

### Nhật Bản
Huấn luyện viên:  Alberto Zaccheroni
Zaccheroni công bố danh sách 23 cầu thủ vào ngày 5 tháng 6 năm 2013.

| Số | VT | Cầu thủ           | Ngày sinh (tuổi)            | Trận | Bàn | Câu lạc bộ          |
| -- | -- | ----------------- | --------------------------- | ---- | --- | ------------------- |
| 1  | TM | Eiji Kawashima    | 20 tháng 3, 1983 (30 tuổi)  | 45   | 0   | Standard Liège      |
| 2  | HV | Masahiko Inoha    | 28 tháng 8, 1985 (27 tuổi)  | 19   | 1   | Júbilo Iwata        |
| 3  | HV | Gōtoku Sakai      | 14 tháng 3, 1991 (22 tuổi)  | 5    | 0   | VfB Stuttgart       |
| 4  | TV | Keisuke Honda     | 13 tháng 6, 1986 (27 tuổi)  | 42   | 14  | CSKA Moscow         |
| 5  | HV | Yuto Nagatomo     | 12 tháng 9, 1986 (26 tuổi)  | 58   | 3   | Internazionale      |
| 6  | HV | Atsuto Uchida     | 27 tháng 3, 1988 (25 tuổi)  | 57   | 1   | Schalke 04          |
| 7  | TV | Yasuhito Endō     | 28 tháng 1, 1980 (33 tuổi)  | 130  | 10  | Gamba Osaka         |
| 8  | TĐ | Hiroshi Kiyotake  | 12 tháng 11, 1989 (23 tuổi) | 17   | 1   | 1. FC Nürnberg      |
| 9  | TĐ | Shinji Okazaki    | 16 tháng 4, 1986 (27 tuổi)  | 63   | 33  | VfB Stuttgart       |
| 10 | TĐ | Shinji Kagawa     | 17 tháng 3, 1989 (24 tuổi)  | 43   | 13  | Manchester United   |
| 11 | TĐ | Mike Havenaar     | 20 tháng 5, 1987 (26 tuổi)  | 14   | 4   | Vitesse             |
| 12 | TM | Shusaku Nishikawa | 18 tháng 6, 1986 (26 tuổi)  | 8    | 0   | Sanfrecce Hiroshima |
| 13 | TV | Hajime Hosogai    | 10 tháng 6, 1986 (27 tuổi)  | 21   | 1   | Bayer Leverkusen    |
| 14 | TV | Kengo Nakamura    | 31 tháng 10, 1980 (32 tuổi) | 66   | 6   | Kawasaki Frontale   |
| 15 | HV | Yasuyuki Konno    | 25 tháng 1, 1983 (30 tuổi)  | 68   | 1   | Gamba Osaka         |
| 16 | HV | Yuzo Kurihara     | 18 tháng 9, 1983 (29 tuổi)  | 16   | 2   | Yokohama F. Marinos |
| 17 | TV | Makoto Hasebe (c) | 18 tháng 1, 1984 (29 tuổi)  | 68   | 2   | VfL Wolfsburg       |
| 18 | TĐ | Ryoichi Maeda     | 9 tháng 10, 1981 (31 tuổi)  | 30   | 10  | Júbilo Iwata        |
| 19 | TĐ | Takashi Inui      | 2 tháng 6, 1988 (25 tuổi)   | 10   | 0   | Eintracht Frankfurt |
| 20 | TV | Hideto Takahashi  | 17 tháng 10, 1987 (25 tuổi) | 5    | 0   | FC Tokyo            |
| 21 | HV | Hiroki Sakai      | 12 tháng 4, 1990 (23 tuổi)  | 10   | 0   | Hannover 96         |
| 22 | HV | Maya Yoshida      | 24 tháng 8, 1988 (24 tuổi)  | 27   | 2   | Southampton         |
| 23 | TM | Shūichi Gonda     | 3 tháng 3, 1989 (24 tuổi)   | 1    | 0   | FC Tokyo            |

### Mexico
Huấn luyện viên: José Manuel de la Torre
De la Torre công bố danh sách 23 cầu thủ vào ngày 20 tháng 5 năm 2013.
| Số | VT | Cầu thủ                 | Ngày sinh (tuổi)            | Trận | Bàn | Câu lạc bộ        |
| -- | -- | ----------------------- | --------------------------- | ---- | --- | ----------------- |
| 1  | TM | Guillermo Ochoa         | 13 tháng 7, 1985 (27 tuổi)  | 52   | 0   | Ajaccio           |
| 2  | HV | Francisco Rodríguez (c) | 20 tháng 10, 1981 (31 tuổi) | 80   | 1   | América           |
| 3  | HV | Carlos Salcido          | 2 tháng 4, 1980 (33 tuổi)   | 113  | 10  | UANL              |
| 4  | HV | Diego Reyes             | 19 tháng 9, 1992 (20 tuổi)  | 5    | 0   | América           |
| 5  | TV | Jesús Molina            | 29 tháng 3, 1988 (25 tuổi)  | 7    | 0   | América           |
| 6  | TV | Gerardo Torrado         | 30 tháng 4, 1979 (34 tuổi)  | 139  | 6   | Cruz Azul         |
| 7  | TV | Pablo Barrera           | 21 tháng 6, 1987 (25 tuổi)  | 53   | 6   | Cruz Azul         |
| 8  | TV | Ángel Reyna             | 19 tháng 9, 1984 (28 tuổi)  | 21   | 1   | Pachuca           |
| 9  | TĐ | Aldo de Nigris          | 22 tháng 7, 1983 (29 tuổi)  | 22   | 9   | Monterrey         |
| 10 | TĐ | Giovani dos Santos      | 11 tháng 5, 1989 (24 tuổi)  | 62   | 14  | Mallorca          |
| 11 | TV | Javier Aquino           | 11 tháng 2, 1990 (23 tuổi)  | 15   | 0   | Villarreal        |
| 12 | TM | Jesús Corona            | 26 tháng 1, 1981 (32 tuổi)  | 23   | 0   | Cruz Azul         |
| 13 | HV | Severo Meza             | 9 tháng 7, 1986 (26 tuổi)   | 12   | 0   | Monterrey         |
| 14 | TĐ | Javier Hernández        | 1 tháng 6, 1988 (25 tuổi)   | 47   | 32  | Manchester United |
| 15 | HV | Héctor Moreno           | 17 tháng 1, 1988 (25 tuổi)  | 41   | 1   | Espanyol          |
| 16 | TV | Héctor Herrera          | 19 tháng 4, 1990 (23 tuổi)  | 6    | 0   | Pachuca           |
| 17 | TV | Jesús Zavala            | 21 tháng 7, 1987 (25 tuổi)  | 19   | 2   | Monterrey         |
| 18 | TV | Andrés Guardado         | 28 tháng 9, 1986 (26 tuổi)  | 91   | 14  | Valencia          |
| 19 | TĐ | Raúl Jiménez            | 5 tháng 5, 1991 (22 tuổi)   | 5    | 0   | América           |
| 20 | HV | Jorge Torres Nilo       | 16 tháng 1, 1988 (25 tuổi)  | 32   | 1   | UANL              |
| 21 | HV | Hiram Mier              | 25 tháng 8, 1989 (23 tuổi)  | 5    | 0   | Monterrey         |
| 22 | HV | Gerardo Flores          | 5 tháng 2, 1986 (27 tuổi)   | 5    | 0   | Cruz Azul         |
| 23 | TM | Alfredo Talavera        | 18 tháng 9, 1982 (30 tuổi)  | 11   | 0   | Toluca            |

### Ý
Huấn luyện viên: Cesare Prandelli
Prandelli công bố danh sách 23 cầu thủ vào ngày 3 tháng 6 năm 2013.
| Số | VT | Cầu thủ              | Ngày sinh (tuổi)            | Trận | Bàn | Câu lạc bộ          |
| -- | -- | -------------------- | --------------------------- | ---- | --- | ------------------- |
| 1  | TM | Gianluigi Buffon (c) | 28 tháng 1, 1978 (35 tuổi)  | 128  | 0   | Juventus            |
| 2  | HV | Christian Maggio     | 11 tháng 2, 1982 (31 tuổi)  | 24   | 0   | Napoli              |
| 3  | HV | Giorgio Chiellini    | 14 tháng 8, 1984 (28 tuổi)  | 57   | 2   | Juventus            |
| 4  | HV | Davide Astori        | 7 tháng 1, 1987 (26 tuổi)   | 3    | 0   | Cagliari            |
| 5  | HV | Mattia De Sciglio    | 20 tháng 10, 1992 (20 tuổi) | 3    | 0   | Milan               |
| 6  | TV | Antonio Candreva     | 28 tháng 2, 1987 (26 tuổi)  | 7    | 0   | Lazio               |
| 7  | TV | Alberto Aquilani     | 7 tháng 7, 1984 (28 tuổi)   | 23   | 4   | Fiorentina          |
| 8  | TV | Claudio Marchisio    | 19 tháng 1, 1986 (27 tuổi)  | 32   | 1   | Juventus            |
| 9  | TĐ | Mario Balotelli      | 12 tháng 8, 1990 (22 tuổi)  | 20   | 8   | Milan               |
| 10 | TĐ | Sebastian Giovinco   | 26 tháng 1, 1987 (26 tuổi)  | 14   | 0   | Juventus            |
| 11 | TĐ | Alberto Gilardino    | 5 tháng 7, 1982 (30 tuổi)   | 51   | 18  | Bologna             |
| 12 | TM | Salvatore Sirigu     | 12 tháng 1, 1987 (26 tuổi)  | 5    | 0   | Paris Saint-Germain |
| 13 | TM | Federico Marchetti   | 7 tháng 2, 1983 (30 tuổi)   | 8    | 0   | Lazio               |
| 14 | TĐ | Stephan El Shaarawy  | 27 tháng 10, 1992 (20 tuổi) | 6    | 1   | Milan               |
| 15 | HV | Andrea Barzagli      | 8 tháng 5, 1981 (32 tuổi)   | 41   | 0   | Juventus            |
| 16 | TV | Daniele De Rossi     | 24 tháng 7, 1983 (29 tuổi)  | 84   | 14  | Roma                |
| 17 | TĐ | Alessio Cerci        | 23 tháng 7, 1987 (25 tuổi)  | 3    | 0   | Torino              |
| 18 | TV | Riccardo Montolivo   | 18 tháng 1, 1985 (28 tuổi)  | 43   | 2   | Milan               |
| 19 | HV | Leonardo Bonucci     | 1 tháng 5, 1987 (26 tuổi)   | 26   | 2   | Juventus            |
| 20 | HV | Ignazio Abate        | 12 tháng 11, 1986 (26 tuổi) | 10   | 0   | Milan               |
| 21 | TV | Andrea Pirlo         | 19 tháng 5, 1979 (34 tuổi)  | 98   | 12  | Juventus            |
| 22 | TV | Emanuele Giaccherini | 5 tháng 5, 1985 (28 tuổi)   | 8    | 0   | Juventus            |
| 23 | TV | Alessandro Diamanti  | 2 tháng 5, 1983 (30 tuổi)   | 11   | 0   | Bologna             |

## Bảng B

### Tây Ban Nha
Huấn luyện viên: Vicente del Bosque
Del Bosque công bố danh sách 23 cầu thủ vào ngày 2 tháng 6 năm 2013.
| Số | VT | Cầu thủ           | Ngày sinh (tuổi)            | Trận | Bàn | Câu lạc bộ      |
| -- | -- | ----------------- | --------------------------- | ---- | --- | --------------- |
| 1  | TM | Iker Casillas (c) | 20 tháng 5, 1981 (32 tuổi)  | 145  | 0   | Real Madrid     |
| 2  | HV | Raúl Albiol       | 4 tháng 9, 1985 (27 tuổi)   | 39   | 0   | Real Madrid     |
| 3  | HV | Gerard Piqué      | 2 tháng 2, 1987 (26 tuổi)   | 51   | 4   | Barcelona       |
| 4  | TV | Javi Martínez     | 2 tháng 9, 1988 (24 tuổi)   | 9    | 0   | Bayern Munich   |
| 5  | HV | César Azpilicueta | 28 tháng 8, 1989 (23 tuổi)  | 2    | 0   | Chelsea         |
| 6  | TV | Andrés Iniesta    | 11 tháng 5, 1984 (29 tuổi)  | 80   | 11  | Barcelona       |
| 7  | TĐ | David Villa       | 3 tháng 12, 1981 (31 tuổi)  | 88   | 53  | Barcelona       |
| 8  | TV | Xavi              | 25 tháng 1, 1980 (33 tuổi)  | 120  | 12  | Barcelona       |
| 9  | TĐ | Fernando Torres   | 20 tháng 3, 1984 (29 tuổi)  | 101  | 31  | Chelsea         |
| 10 | TV | Cesc Fàbregas     | 4 tháng 5, 1987 (26 tuổi)   | 79   | 13  | Barcelona       |
| 11 | TĐ | Pedro             | 28 tháng 7, 1987 (25 tuổi)  | 26   | 12  | Barcelona       |
| 12 | TM | Víctor Valdés     | 14 tháng 1, 1982 (31 tuổi)  | 13   | 0   | Barcelona       |
| 13 | TV | Juan Mata         | 28 tháng 4, 1988 (25 tuổi)  | 25   | 7   | Chelsea         |
| 14 | TĐ | Roberto Soldado   | 27 tháng 5, 1985 (28 tuổi)  | 8    | 4   | Valencia        |
| 15 | HV | Sergio Ramos      | 30 tháng 3, 1986 (27 tuổi)  | 102  | 9   | Real Madrid     |
| 16 | TV | Sergio Busquets   | 16 tháng 7, 1988 (24 tuổi)  | 54   | 0   | Barcelona       |
| 17 | HV | Álvaro Arbeloa    | 17 tháng 1, 1983 (30 tuổi)  | 47   | 0   | Real Madrid     |
| 18 | HV | Jordi Alba        | 21 tháng 3, 1989 (24 tuổi)  | 17   | 2   | Barcelona       |
| 19 | HV | Nacho Monreal     | 26 tháng 2, 1986 (27 tuổi)  | 12   | 0   | Arsenal         |
| 20 | TV | Santi Cazorla     | 13 tháng 12, 1984 (28 tuổi) | 53   | 9   | Arsenal         |
| 21 | TV | David Silva       | 8 tháng 1, 1986 (27 tuổi)   | 70   | 18  | Manchester City |
| 22 | TV | Jesús Navas       | 21 tháng 11, 1985 (27 tuổi) | 23   | 2   | Sevilla         |
| 23 | TM | Pepe Reina        | 31 tháng 8, 1982 (30 tuổi)  | 26   | 0   | Liverpool       |

### Uruguay
Huấn luyện viên: Óscar Tabárez
Tabárez công bố danh sách 23 cầu thủ vào ngày 4 tháng 6 năm 2013.
| Số | VT | Cầu thủ             | Ngày sinh (tuổi)            | Trận | Bàn | Câu lạc bộ      |
| -- | -- | ------------------- | --------------------------- | ---- | --- | --------------- |
| 1  | TM | Fernando Muslera    | 16 tháng 6, 1986 (26 tuổi)  | 44   | 0   | Galatasaray     |
| 2  | HV | Diego Lugano (c)    | 2 tháng 11, 1980 (32 tuổi)  | 79   | 8   | Málaga          |
| 3  | HV | Diego Godín         | 16 tháng 2, 1986 (27 tuổi)  | 64   | 3   | Atlético Madrid |
| 4  | HV | Sebastián Coates    | 7 tháng 10, 1990 (22 tuổi)  | 9    | 1   | Liverpool       |
| 5  | TV | Walter Gargano      | 27 tháng 7, 1984 (28 tuổi)  | 50   | 1   | Internazionale  |
| 6  | TV | Álvaro Pereira      | 28 tháng 11, 1985 (27 tuổi) | 47   | 5   | Internazionale  |
| 7  | TV | Cristian Rodríguez  | 30 tháng 9, 1985 (27 tuổi)  | 57   | 6   | Atlético Madrid |
| 8  | TV | Sebastián Eguren    | 8 tháng 1, 1981 (32 tuổi)   | 50   | 7   | Libertad        |
| 9  | TĐ | Luis Suárez         | 24 tháng 1, 1987 (26 tuổi)  | 63   | 31  | Liverpool       |
| 10 | TĐ | Diego Forlán        | 19 tháng 5, 1979 (34 tuổi)  | 96   | 33  | Internacional   |
| 11 | TĐ | Abel Hernández      | 8 tháng 8, 1990 (22 tuổi)   | 8    | 3   | Palermo         |
| 12 | TM | Juan Castillo       | 17 tháng 4, 1978 (35 tuổi)  | 13   | 0   | Danubio         |
| 13 | HV | Matías Aguirregaray | 1 tháng 4, 1989 (24 tuổi)   | 3    | 0   | Peñarol         |
| 14 | TV | Nicolás Lodeiro     | 21 tháng 3, 1989 (24 tuổi)  | 17   | 1   | Botafogo        |
| 15 | TV | Diego Pérez         | 18 tháng 5, 1980 (33 tuổi)  | 82   | 1   | Bologna         |
| 16 | HV | Maxi Pereira        | 8 tháng 6, 1984 (29 tuổi)   | 74   | 2   | Benfica         |
| 17 | TV | Egidio Arévalo Ríos | 27 tháng 9, 1982 (30 tuổi)  | 42   | 0   | Palermo         |
| 18 | TĐ | Gastón Ramírez      | 2 tháng 12, 1990 (22 tuổi)  | 16   | 0   | Southampton     |
| 19 | HV | Andrés Scotti       | 14 tháng 12, 1975 (37 tuổi) | 37   | 1   | Nacional        |
| 20 | TV | Álvaro González     | 29 tháng 10, 1984 (28 tuổi) | 33   | 1   | Lazio           |
| 21 | TĐ | Edinson Cavani      | 14 tháng 2, 1987 (26 tuổi)  | 48   | 13  | Napoli          |
| 22 | HV | Martín Cáceres      | 7 tháng 4, 1987 (26 tuổi)   | 45   | 1   | Juventus        |
| 23 | TM | Martín Silva        | 25 tháng 3, 1983 (30 tuổi)  | 1    | 0   | Olimpia         |

### Tahiti
Huấn luyện viên: Eddy Etaeta
Etaeta công bố danh sách 23 cầu thủ vào ngày 24 tháng 5 năm 2013.
| Số | VT | Cầu thủ             | Ngày sinh (tuổi)            | Trận | Bàn | Câu lạc bộ       |
| -- | -- | ------------------- | --------------------------- | ---- | --- | ---------------- |
| 1  | TM | Mickaël Roche       | 24 tháng 12, 1982 (30 tuổi) | 6    | 0   | AS Dragon        |
| 2  | TV | Alvin Tehau         | 10 tháng 4, 1989 (24 tuổi)  | 16   | 6   | AS Tefana        |
| 3  | TĐ | Marama Vahirua      | 12 tháng 5, 1980 (33 tuổi)  | 0    | 0   | Nancy            |
| 4  | HV | Teheivarii Ludivion | 1 tháng 7, 1989 (23 tuổi)   | 15   | 1   | AS Tefana        |
| 5  | HV | Tamatoa Wagemann    | 18 tháng 3, 1980 (33 tuổi)  | 6    | 0   | AS Dragon        |
| 6  | TV | Henri Caroine       | 7 tháng 9, 1981 (31 tuổi)   | 6    | 0   | AS Dragon        |
| 7  | TV | Heimano Bourebare   | 15 tháng 5, 1989 (24 tuổi)  | 12   | 1   | AS Tefana        |
| 8  | HV | Stephane Faatiarau  | 13 tháng 3, 1990 (23 tuổi)  | 11   | 1   | AS Tefana        |
| 9  | TĐ | Teaonui Tehau       | 1 tháng 9, 1992 (20 tuổi)   | 16   | 8   | AS Dragon        |
| 10 | HV | Nicolas Vallar (c)  | 22 tháng 10, 1983 (29 tuổi) | 12   | 3   | AS Dragon        |
| 11 | TĐ | Stanley Atani       | 27 tháng 1, 1990 (23 tuổi)  | 15   | 5   | AS Tefana        |
| 12 | HV | Edson Lemaire       | 31 tháng 10, 1990 (22 tuổi) | 3    | 0   | AS Dragon        |
| 13 | TĐ | Steevy Chong Hue    | 26 tháng 1, 1990 (23 tuổi)  | 22   | 11  | AS Dragon        |
| 14 | TV | Rainui Aroita       | 25 tháng 1, 1994 (19 tuổi)  | 1    | 0   | AS Tamarii Faa'a |
| 15 | TV | Lorenzo Tehau       | 10 tháng 4, 1989 (24 tuổi)  | 18   | 7   | AS Tefana        |
| 16 | TĐ | Ricky Aitamai       | 22 tháng 12, 1991 (21 tuổi) | 1    | 0   | AS Vénus         |
| 17 | TV | Jonathan Tehau      | 9 tháng 1, 1988 (25 tuổi)   | 22   | 4   | AS Tamarii Faa'a |
| 18 | TV | Yohann Tihoni       | 20 tháng 7, 1994 (18 tuổi)  | 1    | 0   | AS Roniu         |
| 19 | HV | Vincent Simon       | 28 tháng 9, 1983 (29 tuổi)  | 21   | 1   | AS Dragon        |
| 20 | HV | Yannick Vero        | 28 tháng 2, 1990 (23 tuổi)  | 5    | 0   | AS Dragon        |
| 21 | TĐ | Samuel Hnanyine     | 1 tháng 3, 1984 (29 tuổi)   | 1    | 1   | AS Dragon        |
| 22 | TM | Gilbert Meriel      | 11 tháng 11, 1986 (26 tuổi) | 3    | 0   | AS Tefana        |
| 23 | TM | Xavier Samin        | 1 tháng 1, 1978 (35 tuổi)   | 28   | 0   | AS Dragon        |

### Nigeria
Huấn luyện viên: Stephen Keshi
Keshi công bố danh sách 23 cầu thủ vào ngày 7 tháng 6 năm 2013.
| Số | VT | Cầu thủ             | Ngày sinh (tuổi)            | Trận | Bàn | Câu lạc bộ           |
| -- | -- | ------------------- | --------------------------- | ---- | --- | -------------------- |
| 1  | TM | Vincent Enyeama (c) | 29 tháng 8, 1982 (30 tuổi)  | 78   | 0   | Maccabi Tel Aviv     |
| 2  | HV | Godfrey Oboabona    | 16 tháng 8, 1990 (22 tuổi)  | 19   | 0   | Sunshine Stars       |
| 3  | HV | Elderson Echiéjilé  | 20 tháng 1, 1988 (25 tuổi)  | 27   | 1   | Braga                |
| 4  | TV | John Ugochukwu      | 20 tháng 4, 1988 (25 tuổi)  | 2    | 0   | Académica de Coimbra |
| 5  | HV | Efe Ambrose         | 18 tháng 10, 1988 (24 tuổi) | 22   | 1   | Celtic               |
| 6  | HV | Azubuike Egwuekwe   | 28 tháng 11, 1988 (24 tuổi) | 12   | 0   | Warri Wolves         |
| 7  | TĐ | Ahmed Musa          | 14 tháng 10, 1992 (20 tuổi) | 26   | 4   | CSKA Moscow          |
| 8  | TĐ | Brown Ideye         | 10 tháng 10, 1988 (24 tuổi) | 14   | 2   | Dynamo Kyiv          |
| 9  | TĐ | Joseph Akpala       | 24 tháng 8, 1986 (26 tuổi)  | 5    | 1   | Werder Bremen        |
| 10 | TV | John Obi Mikel      | 22 tháng 4, 1987 (26 tuổi)  | 46   | 3   | Chelsea              |
| 11 | TĐ | Mohammed Gambo      | 10 tháng 3, 1988 (25 tuổi)  | 0    | 0   | Kano Pillars         |
| 12 | HV | Solomon Kwambe      | 30 tháng 9, 1993 (19 tuổi)  | 3    | 0   | Sunshine Stars       |
| 13 | TV | Fegor Ogude         | 29 tháng 7, 1987 (25 tuổi)  | 11   | 0   | Vålerenga            |
| 14 | TĐ | Anthony Ujah        | 14 tháng 10, 1990 (22 tuổi) | 1    | 0   | 1. FC Köln           |
| 15 | TV | Michel Babatunde    | 24 tháng 12, 1992 (20 tuổi) | 1    | 0   | Kryvbas              |
| 16 | TM | Austin Ejide        | 8 tháng 4, 1984 (29 tuổi)   | 24   | 0   | Hapoel Be'er Sheva   |
| 17 | TV | Ogenyi Onazi        | 25 tháng 12, 1992 (20 tuổi) | 9    | 1   | Lazio                |
| 18 | TV | Emeka Eze           | 22 tháng 12, 1992 (20 tuổi) | 1    | 0   | Enugu Rangers        |
| 19 | TV | Sunday Mba          | 28 tháng 11, 1988 (24 tuổi) | 11   | 5   | Enugu Rangers        |
| 20 | TĐ | Nnamdi Oduamadi     | 17 tháng 10, 1990 (22 tuổi) | 3    | 1   | Varese               |
| 21 | HV | Francis Benjamin    | 20 tháng 6, 1993 (19 tuổi)  | 1    | 0   | Heartland            |
| 22 | HV | Kenneth Omeruo      | 17 tháng 10, 1993 (19 tuổi) | 8    | 0   | ADO Den Haag         |
| 23 | TM | Chigozie Agbim      | 28 tháng 11, 1984 (28 tuổi) | 5    | 0   | Enugu Rangers        |

## Thống kê cầu thủ

### Theo quốc tịch câu lạc bộ
| Cầu thủ | Quốc gia                          |
| ------- | --------------------------------- |
| 35      | Ý                                 |
| 25      | Tây Ban Nha                       |
| 22      | Tahiti                            |
| 19      | Anh                               |
| 17      | Mexico                            |
| 13      | Đức                               |
| 12      | Brasil                            |
| 9       | Nhật Bản                          |
| 8       | Nigeria                           |
| 4       | Pháp                              |
| 3       | Bồ Đào Nha, Nga, Uruguay          |
| 2       | Israel, Hà Lan, Paraguay, Ucraina |
| 1       | Bỉ, Na Uy, Thỏ Nhĩ Kỳ, Scotland   |

Quốc gia in nghiêng không góp mặt ở vòng chung chung kết.

### Theo đại diện giải quốc nội
| Đội tuyển   | Số lượng |
| ----------- | -------- |
| Brasil      | 10       |
| Ý           | 22       |
| Nhật Bản    | 9        |
| México      | 17       |
| Nigeria     | 8        |
| Tây Ban Nha | 15       |
| Tahiti      | 22       |
| Uruguay     | 3        |